# Эргашев, Акмал Анварович
Акмал Анварович Эргашев (узб. Akmal Anvarovich Irgashev, Акмал Анварович Иргашев; род. 16 декабря 1982) — узбекский тхэквондист, серебряный призёр чемпионата мира, участник Олимпийских игр 2008 и 2012 годов.

## Карьера
В 2008 году на Олимпийских играх в весовой категории свыше 80 кг победил испанца Хона Гарсию в первом круге и уступил в четвертьфинале южнокорейцу Чха Дон Мину.
В утешительных боях за бронзу он выиграл костариканца Кристофера Мойтланда и проиграл нигерийцу Чика Чуквумерие.
В 2011 году на чемпионате мира по тхэквондо в Кёнджу в весовой категории свыше 87 кг уступил в финале южнокорейцу Чо Чхол Хо и завоевал серебряную медаль.
В 2012 году на Олимпийских играх в весовой категории свыше 80 кг уступил в первом круге малийцу Даба Модибо Кейта.